# Franjo Maixner
Franjo Maixner, hrvaški pedagog in filolog, * 21. junij 1849, Garčin, † 1. julij 1928, Zagreb.
Maixner je bil rektor Univerze v Zagrebu v študijskem letu 1878/79 in profesor klasične filologije na Filozofski fakulteti.